# Japan Bishojo Contest
Il Japan Bishojo Contest (全日本国民的美少女コンテスト?) è un concorso di bellezza giapponese che si tiene quasi annualmente dal 1987.
A differenza di altri concorsi di bellezza, le partecipanti a Japan Bishojo Contest devono dimostrare particolari abilità o talenti, dato che spesso le vincitrici intraprendono carriere collegate al mondo del cinema e della televisione. Per esempio, la vincitrice del 1987, Miki Fujitani, è diventata una doppiatrice nota per prestare la propria voce al personaggio di Kaoru Kamiya in Rurouni Kenshin. Aiko Sato, vincitrice del 1992 è diventata una celebre attrice, così come la vincitrice del 1997 Azusa Yamamoto. Moeco Matsushita, un'altra concorrente nell'edizione del 1997 del concorso ha preso parte alla serie televisiva Pretty Guardian Sailor Moon. Sempre nel 1997 ha partecipato anche l'attrice Aya Ueto, in seguito divenuta celebre grazie ai film Azumi ed Azumi 2.

## Vincitrici
1987
Grand Prix：Miki Fujitani
1988
Grand Prix：Naomi Hosokawa
Maintainer: Yuko Anai, Mikiyo Ono, Erika Haneda
1989
Grand Prix: Mitsuyo Obara
Music Division：Jyuria Matsuda
1990
Grand Prix： Akane Oda
Model Division： Asami Ishikawa
1991
Grand Prix： Masami Imamura
Maintainer： Maria Saito (Nihon TV annunciatore)
1992
Grand Prix： Aiko Sato
Special： Ryoko Yonekura
Actor Division： Sarina Suzuki
Maintainer： Misato Tanaka
Preference： Kaori Mochida
1997
Grand Prix： Atsuko Sudou
Multimedia： Moeco Matsushita
Actor Division： Manami Hashimoto
Music Division： Mami Nejiki
Special： Aya Ueto e Shinobu Ikehata
Maintainer： Mai Fujiya
Preference： Azusa Yamamoto
2002
Grand Prix*Multi Media (stesso)： Asuka Shibuya
Grand Prix： Mizuho Sakata
2003
Grand Prix*Multi Media (stesso)： Mayuko Kawakita
2004
Actor Division： Saki Fukuda
2006
Grand Prix： Tantan Hayashi
Special Award： Shiori Kutsuna e Rikako Tanaka
Music Division： Non disponibile
Actor Division： Karen Miyazaki
Model Division： Emi Takei
Multi Media： Emi Takei
2009
Grand Prix： Ayano Kudo